# En souvenir de nous
Pour plus de détails, voir Fiche technique et Distribution.
En souvenir de nous est un film français réalisé par Michel Léviant et sorti en 2007.

## Fiche technique
- Titre : En souvenir de nous
- Réalisation : Michel Léviant
- Scénario : Michel Léviant et Marie Vinoy
- Photographie : Gilberto Azevedo, Frédéric Beaugendre et Jacques Bouquin
- Décors : Gilles Bontemps et Sylvie Fennec
- Costumes : Marie Berroyer
- Son : Pascal Després, Muriel Mariey, Jean-Marc Palfray et Cristinel Sirli
- Montage : Hélène Attali, Jean-Pierre Segal et Pascal Simonpietri
- Musique : Angélique Ionatos
- Production : Maybe Movies - F Productions - Art'Mell
- Pays d'origine :  France
- Durée : 92 minutes
- Date de sortie : France - 22 août 2007

## Distribution
- Hélène Lapiower : Jeanne
- Marie Vinoy : Marielle
- Iliana Lolic : Colombe
- Philippe Lelièvre : Pascal
- Léonor Graser : Léo
- Arthur Brisse : Benjamin
- Tansou : Renaud

## À propos du film
Michel Léviant a réalisé En souvenir de nous à partir de son moyen métrage Le Mur aux fées, tourné en 1994 et resté inédit, qu'il a complété en 2006.